# Barcaix
Barcaix era una antiga possessió mallorquina que es trobava als límits dels actuals termes municipals d'Algaida (antiga parròquia de Castellitx) i Llucmajor, just a baix del puig de Randa. Actualment, la gran majoria de les seves terres formen part de la possessió d'Albenya.
D'acord amb un document conservat per Antoni Sastre de la Torreta, el 1352 la possessió de Barcaix passà a ser propietat de Galceran Font i la d'Albenya passà a Joan Font. Una de les possessions confrontants era la «possessió dels hereus de Guillem Llull».
Segons un altre document reportat per mossèn Antoni Gili, d'agost de 1376, Bernat Burguet i la seva esposa, Elicsenda, posseïen el rafal anomenat «Albarcaig» i l'alqueria d'Albenya, al terme de la parròquia de Castellitx.
L'historiador Bartomeu Font Obrador, en el segon volum de l'obra Historia de Llucmajor, cita un document de 1420 (de partió d'una finca entre Pere Montblanc i el seu fill, Llorenç) on s'indica que la font de la Falconera estava situada envers «Berquax»; i també un protocol del notari Genís Mianes, de 22 de març de 1437, on es parla de la venda de blat de l'alqueria de Barcaix, propietat del notari Jaume Rosselló i «situada a la parròquia de Llucmajor» (sic). El document recull els confrontants de l'alqueria de Barcaix: «pobladors del puig de Randa (segurament, a la zona de la Falconera: actual Gràcia o l'Aresta), l'alqueria de Rafel de Caulelles (Albenya), l'alqueria que fou del difunt Ramon Llull (possiblement, Pola) i les possessions d'en Picornell (que Font Obrador identifica amb Binilagant) i d'altres».
El mateix historiador documenta també un Barcaix pertanyent, el 1446, al ciutadà Rafel «Cruelles», i aporta també altres documents (de 1460, 1463 i 1466), en els quals s'esmenta que l'alqueria de Barcaix pertanyia ja a Rafel de Caulelles (propietari també d'Albenya) i que, almanco, tenia com a confrontants: l'alqueria de Jaume Tomàs situada a la part del puig de Randa (segurament, la Falconera), l'alqueria de Binilagant i —així consta expressament— l'alqueria de Pola.
La família Caulelles va perdre la propietat d'Albenya durant la Revolta de Simó "Tort" Ballester, i per pública subhasta passà a mans d'Antoni Sastre i dels seus hereus, que durant dos segles i mig en foren propietaris. El darrer titular d'aquesta nissaga fou Guillem Sastre, i sabem, pel Cadastre de 1603, que tenia totes dues possessions (Albenya i la veïna Barcaix) en alou propi i que estaven estimades en 17 000 lliures.
Pel que sembla, Barcaix romangué unit i separat en diverses ocasions amb Albenya, fins que fou absorbit definitivament el 1675. La possessió havia estat fins llavors protagonista de diverses disputes judicials davant la Reial Audiència de Mallorca, contra les resolucions de la qual es va arribar a apel·lar, fins i tot, davant el Consell d'Aragó. El fet suposà que el topònim desaparegués de la memòria dels habitants de la contrada. S'ha especulat que les cases de l'antiga possessió fossin al costat de les actuals edificacions de Son Guerau (Llucmajor).